# Rhus burchellii
Rhus burchellii là một loài thực vật có hoa trong họ Đào lộn hột. Loài này được Sond. Ex Engl. miêu tả khoa học đầu tiên.